# Janet Jackson/Auszeichnungen für Musikverkäufe

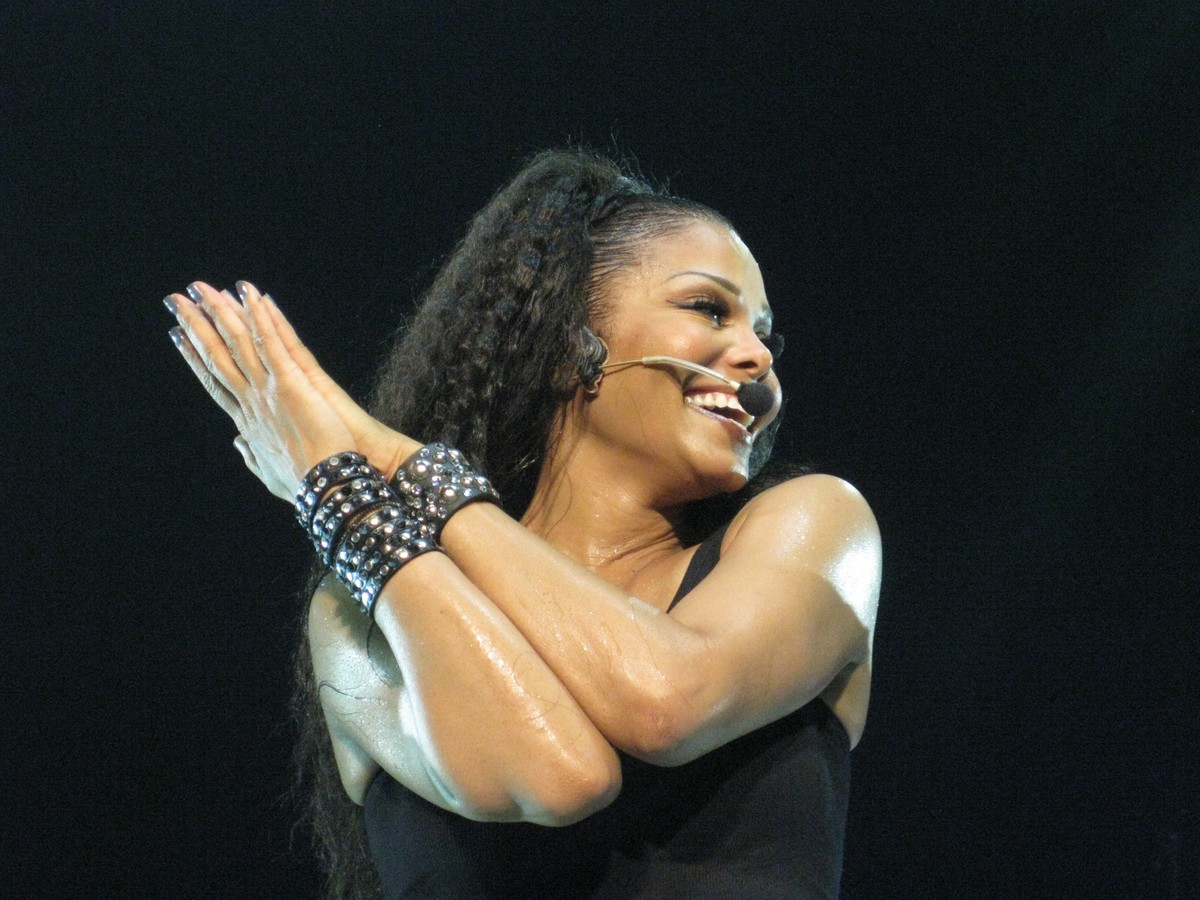
Janet Jackson (2011)

Dies ist eine Übersicht über die Auszeichnungen für Musikverkäufe der US-amerikanischen Sängerin Janet Jackson. Die Auszeichnungen finden sich nach ihrer Art (Gold, Platin usw.), nach Staaten getrennt in chronologischer Reihenfolge, geordnet sowie nach den Tonträgern selbst, ebenfalls in chronologischer Reihenfolge, getrennt nach Medium (Alben, Singles usw.), wieder.

## Auszeichnungen
| - Frankreich - 1995: für die Single Whoops Now - 1997: für die Single Got ’Til It’s Gone - 2001: für die Single All for You - Thailand - 1998: für das Album The Velvet Rope - Vereinigtes Königreich - 1986: für die Single What Have You Done for Me Lately - 1987: für die Single Let’s Wait Awhile - 1992: für die Single The Best Things in Life Are Free - 1993: für die Single That’s the Way Love Goes - 1997: für die Single Got ’Til It’s Gone - 2000: für die Single Doesn’t Really Matter - 2004: für das Album Damita Jo - 2021: für die Single Scream - Australien - 1986: für die Single What Have You Done for Me Lately - 1987: für das Album Control - 1991: für die Single Black Cat - 1995: für die Single Runaway - 1995: für die Single Scream - 1997: für die Single Got ’Til It’s Gone - 2001: für das Album All for You - 2002: für die Single Feel It Boy - Belgien - 1995: für das Album janet. - 1995: für das Album Design of a Decade 1986/1996 - 1998: für das Album The Velvet Rope - 2001: für die Single All for You - 2001: für das Album All for You - Brasilien - 2024: für die Single Call on Me - Dänemark - 2001: für das Album All for You - Deutschland - 1993: für das Album janet. - 1995: für das Album Design of a Decade 1986/1996 - 1998: für das Album The Velvet Rope - 2001: für das Album All for You - Frankreich - 2001: für das Album All for You - Hongkong - 1990: für das Album Rhythm Nation 1814 - Indien - 1993: für das Album janet. - Japan - 1990: für das Album Rhythm Nation 1814 - 2004: für das Album Damita Jo - 2006: für das Album 20 Y. O. - Kanada - 1986: für die Single What Have You Done for Me Lately - 1989: für die Single Miss You Much - 1990: für die Single Nasty - Neuseeland - 1993: für die Single That’s the Way Love Goes - 1995: für die Single Scream - 1995: für die Single Runaway - 1998: für die Single Got ’Til It’s Gone - 1998: für die Single Together Again - 2001: für die Single All for You - 2001: für das Album All for You - Niederlande - 1993: für das Album janet. - 1994: für das Album Rhythm Nation 1814 - 1996: für das Album Design of a Decade 1986/1996 - 1998: für die Single Together Again - Norwegen - 1994: für das Album janet. - Schweden - 1994: für das Album janet. - 1998: für die Single Together Again - 1998: für das Album The Velvet Rope - Schweiz - 1991: für das Album Rhythm Nation 1814 - 1993: für das Album janet. - 1996: für das Album Design of a Decade 1986/1996 - 1998: für die Single Together Again - 2001: für das Album All for You - Spanien - 2001: für das Album All for You - Südafrika - 1993: für das Album janet. - 1998: für das Album The Velvet Rope - Südkorea - 1993: für das Album janet. - Taiwan - 1997: für das Album The Velvet Rope - Vereinigte Staaten - 1988: für das Videoalbum Control: The Videos Part II-Videos - 1990: für die Single Alright - 1990: für die Single Control - 1990: für die Single What Have You Done for Me Lately - 1990: für die Single Black Cat - 1991: für die Single Love Will Never Do (Without You) - 1994: für die Single You Want This - 1995: für das Videoalbum Janet - 1995: für die Single Runaway - 1996: für das Videoalbum Design of a Decade 1986/1996 - 1999: für die Single What’s It Gonna Be?! - 2000: für die Single Doesn’t Really Matter - Vereinigtes Königreich - 1987: für das Album Control: The Remixes - 2001: für das Album All for You - 2016: für das Album The Best - 2024: für die Single All for You | - Frankreich - 1995: für das Album janet. - Australien - 1992: für die Single The Best Things in Life Are Free - 1993: für die Single That’s the Way Love Goes - 1998: für die Single Together Again - 2001: für die Single All for You - 2003: für das Videoalbum Live in Hawaii - 2005: für das Videoalbum The Velvet Rope Tour – Live in Concert - Belgien - 1998: für die Single Together Again - Deutschland - 1998: für die Single Together Again - Europa - 1996: für das Album Design of a Decade 1986/1996 - 1998: für das Album The Velvet Rope - Frankreich - 1998: für die Single Together Again - 1998: für das Album The Velvet Rope - Hongkong - 1993: für das Album janet. - Irland - 1998: für das Album The Velvet Rope - Italien - 1998: für das Album janet. - Japan - 1993: für das Album janet. - 1995: für das Album Design of a Decade 1986/1996 - 1997: für das Album The Velvet Rope - Kanada - 1986: für das Album Control - 1989: für das Album Rhythm Nation 1814 - 1995: für das Album Design of a Decade 1986/1996 - 2004: für das Videoalbum Live in Hawaii - 2004: für das Album Damita Jo - Neuseeland - 1987: für das Album Control - 1990: für das Album Rhythm Nation 1814 - 1995: für das Album janet. - 1998: für das Album The Velvet Rope - Niederlande - 1988: für das Album Control - 1998: für das Album The Velvet Rope - Norwegen - 1998: für das Album The Velvet Rope - Philippinen - 1998: für das Album The Velvet Rope - Schweiz - 1998: für das Album The Velvet Rope - Spanien - 1998: für das Album The Velvet Rope - Südafrika - 2002: für die Single All for You - Taiwan - 1990: für das Album Rhythm Nation 1814 - Vereinigte Staaten - 1987: für das Videoalbum Control: The Videos-Videos - 1989: für die Single Miss You Much - 1991: für das Videoalbum Rhythm Nation Compilation - 1993: für die Single Again - 1995: für die Single Scream - 2001: für das Videoalbum The Velvet Rope Tour – Live in Concert - 2002: für das Videoalbum Live in Hawaii - 2004: für das Album Damita Jo - 2004: für die Single I Want You - 2006: für das Album 20 Y. O. - 2022: für die Single All for You - 2022: für die Single Any Time, Any Place - 2022: für die Single Escapade - 2022: für die Single Feedback - 2022: für die Single I Get Lonely - 2022: für die Single If - 2022: für die Single Nasty - 2022: für die Single Rhythm Nation - 2022: für die Single Together Again - 2022: für die Single When I Think of You - Vereinigtes Königreich - 1987: für das Album Control - 1990: für das Album Rhythm Nation 1814 - 1998: für die Single Together Again - 1998: für das Album The Velvet Rope | - Australien - 1991: für das Album Rhythm Nation 1814 - 1995: für das Album janet. - 1998: für das Album The Velvet Rope - Dänemark - 1998: für das Album The Velvet Rope - Neuseeland - 1996: für das Album Design of a Decade 1986/1996 - Vereinigte Staaten - 1990: für das Videoalbum Rhythm Nation 1814 - 1995: für das Album Design of a Decade 1986/1996 - 2001: für das Album All for You - 2022: für die Single That’s the Way Love Goes - Vereinigtes Königreich - 1996: für das Album Design of a Decade 1986/1996 - 1998: für das Album janet. - Japan - 2001: für das Album All for You - Kanada - 1994: für das Album janet. - 1998: für das Album The Velvet Rope - 2002: für das Album All for You - Vereinigte Staaten - 2001: für das Album The Velvet Rope - Australien - 1996: für das Album Design of a Decade 1986/1996 - Südafrika - 2002: für die Single All for You - Vereinigte Staaten - 1989: für das Album Control - Vereinigte Staaten - 1992: für das Album Rhythm Nation 1814 - 1994: für das Album janet. |

## Auszeichnungen nach Alben

### Control
| Land/Region                  | Auszeichnungen für Musikverkäufe (Land/Region, Auszeichnung, Verkäufe) | Verkäufe  |
| ---------------------------- | ---------------------------------------------------------------------- | --------- |
| Australien (ARIA)            | Gold                                                                   | 35.000    |
| Kanada (MC)                  | Platin                                                                 | 100.000   |
| Neuseeland (RMNZ)            | Platin                                                                 | 20.000    |
| Niederlande (NVPI)           | Platin                                                                 | 100.000   |
| Vereinigte Staaten (RIAA)    | 5× Platin                                                              | 5.000.000 |
| Vereinigtes Königreich (BPI) | Platin                                                                 | 324.000   |
| Insgesamt                    | 1× Gold · 9× Platin ·                                                  | 5.579.000 |

### Control: The Remixes
| Land/Region                  | Auszeichnungen für Musikverkäufe (Land/Region, Auszeichnung, Verkäufe) | Verkäufe |
| ---------------------------- | ---------------------------------------------------------------------- | -------- |
| Vereinigtes Königreich (BPI) | Gold                                                                   | 100.000  |
| Insgesamt                    | 1× Gold ·                                                              | 100.000  |

### Rhythm Nation 1814
| Land/Region                  | Auszeichnungen für Musikverkäufe (Land/Region, Auszeichnung, Verkäufe) | Verkäufe  |
| ---------------------------- | ---------------------------------------------------------------------- | --------- |
| Australien (ARIA)            | 2× Platin                                                              | 140.000   |
| Hongkong (IFPI/HKRIA)        | Gold                                                                   | 10.000    |
| Japan (RIAJ)                 | Gold                                                                   | 100.000   |
| Kanada (MC)                  | Platin                                                                 | 100.000   |
| Neuseeland (RMNZ)            | Platin                                                                 | 20.000    |
| Niederlande (NVPI)           | Gold                                                                   | 50.000    |
| Schweiz (IFPI)               | Gold                                                                   | 25.000    |
| Taiwan (RIT)                 | Platin                                                                 | 50.000    |
| Vereinigte Staaten (RIAA)    | 6× Platin                                                              | 6.000.000 |
| Vereinigtes Königreich (BPI) | Platin                                                                 | 300.000   |
| Insgesamt                    | 4× Gold · 12× Platin ·                                                 | 6.795.000 |

### janet.
| Land/Region                  | Auszeichnungen für Musikverkäufe (Land/Region, Auszeichnung, Verkäufe) | Verkäufe  |
| ---------------------------- | ---------------------------------------------------------------------- | --------- |
| Australien (ARIA)            | 2× Platin                                                              | 140.000   |
| Belgien (BRMA)               | Gold                                                                   | 25.000    |
| Deutschland (BVMI)           | Gold                                                                   | 250.000   |
| Frankreich (SNEP)            | 2× Gold                                                                | 200.000   |
| Hongkong (IFPI/HKRIA)        | Platin                                                                 | 20.000    |
| Indien (IMI)                 | Gold                                                                   | 30.000    |
| Japan (RIAJ)                 | Platin                                                                 | 200.000   |
| Kanada (MC)                  | 3× Platin                                                              | 300.000   |
| Neuseeland (RMNZ)            | Platin                                                                 | 15.000    |
| Niederlande (NVPI)           | Gold                                                                   | 50.000    |
| Norwegen (IFPI)              | Gold                                                                   | 25.000    |
| Schweden (IFPI)              | Gold                                                                   | 50.000    |
| Schweiz (IFPI)               | Gold                                                                   | 25.000    |
| Südafrika (RISA)             | Gold                                                                   | 25.000    |
| Südkorea (KMCA)              | Gold                                                                   | 50.000    |
| Vereinigte Staaten (RIAA)    | 6× Platin                                                              | 7.010.000 |
| Vereinigtes Königreich (BPI) | 2× Platin                                                              | 600.000   |
| Insgesamt                    | 11× Gold · 16× Platin ·                                                | 9.015.000 |

### Design of a Decade 1986/1996
| Land/Region                  | Auszeichnungen für Musikverkäufe (Land/Region, Auszeichnung, Verkäufe) | Verkäufe  |
| ---------------------------- | ---------------------------------------------------------------------- | --------- |
| Australien (ARIA)            | 4× Platin                                                              | 280.000   |
| Belgien (BRMA)               | Gold                                                                   | (25.000)  |
| Deutschland (BVMI)           | Gold                                                                   | (250.000) |
| Europa (IFPI)                | Platin                                                                 | 1.000.000 |
| Japan (RIAJ)                 | Platin                                                                 | 200.000   |
| Kanada (MC)                  | Platin                                                                 | 100.000   |
| Neuseeland (RMNZ)            | 2× Platin                                                              | 30.000    |
| Niederlande (NVPI)           | Gold                                                                   | 50.000    |
| Schweiz (IFPI)               | Gold                                                                   | (25.000)  |
| Vereinigte Staaten (RIAA)    | 2× Platin                                                              | 2.422.000 |
| Vereinigtes Königreich (BPI) | 2× Platin                                                              | (600.000) |
| Insgesamt                    | 4× Gold · 13× Platin ·                                                 | 4.032.000 |

### The Velvet Rope
| Land/Region                  | Auszeichnungen für Musikverkäufe (Land/Region, Auszeichnung, Verkäufe) | Verkäufe    |
| ---------------------------- | ---------------------------------------------------------------------- | ----------- |
| Australien (ARIA)            | 2× Platin                                                              | 140.000     |
| Belgien (BRMA)               | Gold                                                                   | 25.000      |
| Dänemark (IFPI)              | 2× Platin                                                              | 100.000     |
| Deutschland (BVMI)           | Gold                                                                   | 250.000     |
| Europa (IFPI)                | Platin                                                                 | (1.000.000) |
| Frankreich (SNEP)            | Platin                                                                 | 300.000     |
| Irland (IRMA)                | Platin                                                                 | 15.000      |
| Italien (FIMI)               | Platin                                                                 | 150.000     |
| Japan (RIAJ)                 | Platin                                                                 | 200.000     |
| Kanada (MC)                  | 3× Platin                                                              | 300.000     |
| Neuseeland (RMNZ)            | Platin                                                                 | 15.000      |
| Niederlande (NVPI)           | Platin                                                                 | 100.000     |
| Norwegen (IFPI)              | Platin                                                                 | 50.000      |
| Philippinen (PARI)           | Platin                                                                 | 40.000      |
| Schweden (IFPI)              | Gold                                                                   | 40.000      |
| Schweiz (IFPI)               | Platin                                                                 | 50.000      |
| Spanien (Promusicae)         | Platin                                                                 | 100.000     |
| Südafrika (RISA)             | Gold                                                                   | 25.000      |
| Taiwan (RIT)                 | Gold                                                                   | 25.000      |
| Thailand (TECA)              | Silber                                                                 | 10.000      |
| Vereinigte Staaten (RIAA)    | 3× Platin                                                              | 3.229.000   |
| Vereinigtes Königreich (BPI) | Platin                                                                 | 367.000     |
| Insgesamt                    | 1× Silber · 5× Gold · 22× Platin ·                                     | 5.506.000   |

### All for You
| Land/Region                  | Auszeichnungen für Musikverkäufe (Land/Region, Auszeichnung, Verkäufe) | Verkäufe  |
| ---------------------------- | ---------------------------------------------------------------------- | --------- |
| Australien (ARIA)            | Gold                                                                   | 35.000    |
| Belgien (BRMA)               | Gold                                                                   | 25.000    |
| Dänemark (IFPI)              | Gold                                                                   | 25.000    |
| Deutschland (BVMI)           | Gold                                                                   | 150.000   |
| Frankreich (SNEP)            | Gold                                                                   | 100.000   |
| Japan (RIAJ)                 | 3× Platin                                                              | 600.000   |
| Kanada (MC)                  | 3× Platin                                                              | 300.000   |
| Neuseeland (RMNZ)            | Gold                                                                   | 7.500     |
| Schweiz (IFPI)               | Gold                                                                   | 20.000    |
| Spanien (Promusicae)         | Gold                                                                   | 50.000    |
| Südafrika (RISA)             | 4× Platin                                                              | 200.000   |
| Südkorea (KMCA)              | —                                                                      | 19.912    |
| Vereinigte Staaten (RIAA)    | 2× Platin                                                              | 3.107.000 |
| Vereinigtes Königreich (BPI) | Gold                                                                   | 198.000   |
| Insgesamt                    | 9× Gold · 12× Platin ·                                                 | 4.937.412 |

### Damita Jo
| Land/Region                  | Auszeichnungen für Musikverkäufe (Land/Region, Auszeichnung, Verkäufe) | Verkäufe  |
| ---------------------------- | ---------------------------------------------------------------------- | --------- |
| Japan (RIAJ)                 | Gold                                                                   | 100.000   |
| Kanada (MC)                  | Platin                                                                 | 100.000   |
| Vereinigte Staaten (RIAA)    | Platin                                                                 | 1.002.000 |
| Vereinigtes Königreich (BPI) | Silber                                                                 | 60.000    |
| Insgesamt                    | 1× Silber · 1× Gold · 2× Platin ·                                      | 1.262.000 |

### 20 Y.O.
| Land/Region               | Auszeichnungen für Musikverkäufe (Land/Region, Auszeichnung, Verkäufe) | Verkäufe  |
| ------------------------- | ---------------------------------------------------------------------- | --------- |
| Japan (RIAJ)              | Gold                                                                   | 100.000   |
| Vereinigte Staaten (RIAA) | Platin                                                                 | 1.000.000 |
| Insgesamt                 | 1× Gold · 1× Platin ·                                                  | 1.100.000 |

### Discipline
| Land/Region               | Auszeichnungen für Musikverkäufe (Land/Region, Auszeichnung, Verkäufe) | Verkäufe |
| ------------------------- | ---------------------------------------------------------------------- | -------- |
| Vereinigte Staaten (RIAA) | —                                                                      | 456.000  |
| Insgesamt                 | —                                                                      | 456.000  |

### Number Ones / The Best
| Land/Region                  | Auszeichnungen für Musikverkäufe (Land/Region, Auszeichnung, Verkäufe) | Verkäufe |
| ---------------------------- | ---------------------------------------------------------------------- | -------- |
| Vereinigte Staaten (RIAA)    | —                                                                      | 273.000  |
| Vereinigtes Königreich (BPI) | Gold                                                                   | 100.000  |
| Insgesamt                    | 1× Gold ·                                                              | 373.000  |

## Auszeichnungen nach Singles

### What Have You Done for Me Lately
| Land/Region                  | Auszeichnungen für Musikverkäufe (Land/Region, Auszeichnung, Verkäufe) | Verkäufe |
| ---------------------------- | ---------------------------------------------------------------------- | -------- |
| Australien (ARIA)            | Gold                                                                   | 35.000   |
| Kanada (MC)                  | Gold                                                                   | 50.000   |
| Vereinigte Staaten (RIAA)    | Gold                                                                   | 500.000  |
| Vereinigtes Königreich (BPI) | Silber                                                                 | 252.000  |
| Insgesamt                    | 1× Silber · 3× Gold ·                                                  | 837.000  |

### Nasty
| Land/Region               | Auszeichnungen für Musikverkäufe (Land/Region, Auszeichnung, Verkäufe) | Verkäufe  |
| ------------------------- | ---------------------------------------------------------------------- | --------- |
| Kanada (MC)               | Gold                                                                   | 50.000    |
| Vereinigte Staaten (RIAA) | Platin                                                                 | 1.000.000 |
| Insgesamt                 | 1× Gold · 1× Platin ·                                                  | 1.050.000 |

### When I Think of You
| Land/Region               | Auszeichnungen für Musikverkäufe (Land/Region, Auszeichnung, Verkäufe) | Verkäufe  |
| ------------------------- | ---------------------------------------------------------------------- | --------- |
| Vereinigte Staaten (RIAA) | Platin                                                                 | 1.000.000 |
| Insgesamt                 | 1× Platin ·                                                            | 1.000.000 |

### Control
| Land/Region               | Auszeichnungen für Musikverkäufe (Land/Region, Auszeichnung, Verkäufe) | Verkäufe |
| ------------------------- | ---------------------------------------------------------------------- | -------- |
| Vereinigte Staaten (RIAA) | Gold                                                                   | 500.000  |
| Insgesamt                 | 1× Gold ·                                                              | 500.000  |

### Let’s Wait Awhile
| Land/Region                  | Auszeichnungen für Musikverkäufe (Land/Region, Auszeichnung, Verkäufe) | Verkäufe |
| ---------------------------- | ---------------------------------------------------------------------- | -------- |
| Vereinigtes Königreich (BPI) | Silber                                                                 | 250.000  |
| Insgesamt                    | 1× Silber ·                                                            | 250.000  |

### Miss You Much
| Land/Region               | Auszeichnungen für Musikverkäufe (Land/Region, Auszeichnung, Verkäufe) | Verkäufe  |
| ------------------------- | ---------------------------------------------------------------------- | --------- |
| Kanada (MC)               | Gold                                                                   | 50.000    |
| Vereinigte Staaten (RIAA) | Platin                                                                 | 1.000.000 |
| Insgesamt                 | 1× Gold · 1× Platin ·                                                  | 1.050.000 |

### Rhythm Nation
| Land/Region               | Auszeichnungen für Musikverkäufe (Land/Region, Auszeichnung, Verkäufe) | Verkäufe  |
| ------------------------- | ---------------------------------------------------------------------- | --------- |
| Vereinigte Staaten (RIAA) | Platin                                                                 | 1.000.000 |
| Insgesamt                 | 1× Platin ·                                                            | 1.000.000 |

### Escapade
| Land/Region               | Auszeichnungen für Musikverkäufe (Land/Region, Auszeichnung, Verkäufe) | Verkäufe  |
| ------------------------- | ---------------------------------------------------------------------- | --------- |
| Vereinigte Staaten (RIAA) | Platin                                                                 | 1.000.000 |
| Insgesamt                 | 1× Platin ·                                                            | 1.000.000 |

### Alright
| Land/Region               | Auszeichnungen für Musikverkäufe (Land/Region, Auszeichnung, Verkäufe) | Verkäufe |
| ------------------------- | ---------------------------------------------------------------------- | -------- |
| Vereinigte Staaten (RIAA) | Gold                                                                   | 500.000  |
| Insgesamt                 | 1× Gold ·                                                              | 500.000  |

### Black Cat
| Land/Region               | Auszeichnungen für Musikverkäufe (Land/Region, Auszeichnung, Verkäufe) | Verkäufe |
| ------------------------- | ---------------------------------------------------------------------- | -------- |
| Australien (ARIA)         | Gold                                                                   | 35.000   |
| Vereinigte Staaten (RIAA) | Gold                                                                   | 500.000  |
| Insgesamt                 | 2× Gold ·                                                              | 535.000  |

### Love Will Never Do (Without You)
| Land/Region               | Auszeichnungen für Musikverkäufe (Land/Region, Auszeichnung, Verkäufe) | Verkäufe |
| ------------------------- | ---------------------------------------------------------------------- | -------- |
| Vereinigte Staaten (RIAA) | Gold                                                                   | 500.000  |
| Insgesamt                 | 1× Gold ·                                                              | 500.000  |

### The Best Things in Life Are Free
| Land/Region                  | Auszeichnungen für Musikverkäufe (Land/Region, Auszeichnung, Verkäufe) | Verkäufe |
| ---------------------------- | ---------------------------------------------------------------------- | -------- |
| Australien (ARIA)            | Platin                                                                 | 70.000   |
| Vereinigtes Königreich (BPI) | Silber                                                                 | 200.000  |
| Insgesamt                    | 1× Silber · 1× Platin ·                                                | 270.000  |

### That’s the Way Love Goes
| Land/Region                  | Auszeichnungen für Musikverkäufe (Land/Region, Auszeichnung, Verkäufe) | Verkäufe  |
| ---------------------------- | ---------------------------------------------------------------------- | --------- |
| Australien (ARIA)            | Platin                                                                 | 70.000    |
| Neuseeland (RMNZ)            | Gold                                                                   | 5.000     |
| Vereinigte Staaten (RIAA)    | 2× Platin                                                              | 2.000.000 |
| Vereinigtes Königreich (BPI) | Silber                                                                 | 200.000   |
| Insgesamt                    | 1× Silber · 1× Gold · 3× Platin ·                                      | 2.275.000 |

### If
| Land/Region               | Auszeichnungen für Musikverkäufe (Land/Region, Auszeichnung, Verkäufe) | Verkäufe  |
| ------------------------- | ---------------------------------------------------------------------- | --------- |
| Vereinigte Staaten (RIAA) | Platin                                                                 | 1.000.000 |
| Insgesamt                 | 1× Platin ·                                                            | 1.000.000 |

### Again
| Land/Region               | Auszeichnungen für Musikverkäufe (Land/Region, Auszeichnung, Verkäufe) | Verkäufe  |
| ------------------------- | ---------------------------------------------------------------------- | --------- |
| Vereinigte Staaten (RIAA) | Platin                                                                 | 1.000.000 |
| Insgesamt                 | 1× Platin ·                                                            | 1.000.000 |

### Any Time, Any Place
| Land/Region               | Auszeichnungen für Musikverkäufe (Land/Region, Auszeichnung, Verkäufe) | Verkäufe  |
| ------------------------- | ---------------------------------------------------------------------- | --------- |
| Vereinigte Staaten (RIAA) | Platin                                                                 | 1.000.000 |
| Insgesamt                 | 1× Platin ·                                                            | 1.000.000 |

### You Want This
| Land/Region               | Auszeichnungen für Musikverkäufe (Land/Region, Auszeichnung, Verkäufe) | Verkäufe |
| ------------------------- | ---------------------------------------------------------------------- | -------- |
| Vereinigte Staaten (RIAA) | Gold                                                                   | 500.000  |
| Insgesamt                 | 1× Gold ·                                                              | 500.000  |

### Whoops Now
| Land/Region       | Auszeichnungen für Musikverkäufe (Land/Region, Auszeichnung, Verkäufe) | Verkäufe |
| ----------------- | ---------------------------------------------------------------------- | -------- |
| Frankreich (SNEP) | Silber                                                                 | 125.000  |
| Insgesamt         | 1× Silber ·                                                            | 125.000  |

### Scream
| Land/Region                  | Auszeichnungen für Musikverkäufe (Land/Region, Auszeichnung, Verkäufe) | Verkäufe  |
| ---------------------------- | ---------------------------------------------------------------------- | --------- |
| Australien (ARIA)            | Gold                                                                   | 35.000    |
| Neuseeland (RMNZ)            | Gold                                                                   | 5.000     |
| Vereinigte Staaten (RIAA)    | Platin                                                                 | 1.000.000 |
| Vereinigtes Königreich (BPI) | Silber                                                                 | 200.000   |
| Insgesamt                    | 1× Silber · 2× Gold · 1× Platin ·                                      | 1.240.000 |

### Runaway
| Land/Region               | Auszeichnungen für Musikverkäufe (Land/Region, Auszeichnung, Verkäufe) | Verkäufe |
| ------------------------- | ---------------------------------------------------------------------- | -------- |
| Australien (ARIA)         | Gold                                                                   | 35.000   |
| Neuseeland (RMNZ)         | Gold                                                                   | 5.000    |
| Vereinigte Staaten (RIAA) | Gold                                                                   | 500.000  |
| Insgesamt                 | 3× Gold ·                                                              | 540.000  |

### Got ’Til It’s Gone
| Land/Region                  | Auszeichnungen für Musikverkäufe (Land/Region, Auszeichnung, Verkäufe) | Verkäufe |
| ---------------------------- | ---------------------------------------------------------------------- | -------- |
| Australien (ARIA)            | Gold                                                                   | 35.000   |
| Frankreich (SNEP)            | Silber                                                                 | 125.000  |
| Neuseeland (RMNZ)            | Gold                                                                   | 5.000    |
| Vereinigtes Königreich (BPI) | Silber                                                                 | 200.000  |
| Insgesamt                    | 2× Silber · 2× Gold ·                                                  | 365.000  |

### Together Again
| Land/Region                  | Auszeichnungen für Musikverkäufe (Land/Region, Auszeichnung, Verkäufe) | Verkäufe  |
| ---------------------------- | ---------------------------------------------------------------------- | --------- |
| Australien (ARIA)            | Platin                                                                 | 70.000    |
| Belgien (BRMA)               | Platin                                                                 | 50.000    |
| Deutschland (BVMI)           | Platin                                                                 | 500.000   |
| Frankreich (SNEP)            | Platin                                                                 | 500.000   |
| Neuseeland (RMNZ)            | Gold                                                                   | 5.000     |
| Niederlande (NVPI)           | Gold                                                                   | 50.000    |
| Schweden (IFPI)              | Gold                                                                   | 15.000    |
| Schweiz (IFPI)               | Gold                                                                   | 25.000    |
| Vereinigte Staaten (RIAA)    | Platin                                                                 | 1.000.000 |
| Vereinigtes Königreich (BPI) | Platin                                                                 | 800.000   |
| Insgesamt                    | 4× Gold · 6× Platin ·                                                  | 3.015.000 |

### I Get Lonely
| Land/Region               | Auszeichnungen für Musikverkäufe (Land/Region, Auszeichnung, Verkäufe) | Verkäufe  |
| ------------------------- | ---------------------------------------------------------------------- | --------- |
| Vereinigte Staaten (RIAA) | Platin                                                                 | 1.000.000 |
| Insgesamt                 | 1× Platin ·                                                            | 1.000.000 |

### What’s It Gonna Be?!
| Land/Region               | Auszeichnungen für Musikverkäufe (Land/Region, Auszeichnung, Verkäufe) | Verkäufe |
| ------------------------- | ---------------------------------------------------------------------- | -------- |
| Vereinigte Staaten (RIAA) | Gold                                                                   | 500.000  |
| Insgesamt                 | 1× Gold ·                                                              | 500.000  |

### Doesn’t Really Matter
| Land/Region                  | Auszeichnungen für Musikverkäufe (Land/Region, Auszeichnung, Verkäufe) | Verkäufe |
| ---------------------------- | ---------------------------------------------------------------------- | -------- |
| Vereinigte Staaten (RIAA)    | Gold                                                                   | 600.000  |
| Vereinigtes Königreich (BPI) | Silber                                                                 | 200.000  |
| Insgesamt                    | 1× Silber · 1× Gold ·                                                  | 800.000  |

### All for You
| Land/Region                  | Auszeichnungen für Musikverkäufe (Land/Region, Auszeichnung, Verkäufe) | Verkäufe  |
| ---------------------------- | ---------------------------------------------------------------------- | --------- |
| Australien (ARIA)            | Platin                                                                 | 70.000    |
| Belgien (BRMA)               | Gold                                                                   | 25.000    |
| Frankreich (SNEP)            | Silber                                                                 | 125.000   |
| Neuseeland (RMNZ)            | Gold                                                                   | 5.000     |
| Südafrika (RISA)             | Platin                                                                 | 50.000    |
| Vereinigte Staaten (RIAA)    | Platin                                                                 | 1.000.000 |
| Vereinigtes Königreich (BPI) | Gold                                                                   | 400.000   |
| Insgesamt                    | 1× Silber · 3× Gold · 3× Platin ·                                      | 1.675.000 |

### Feel It Boy
| Land/Region       | Auszeichnungen für Musikverkäufe (Land/Region, Auszeichnung, Verkäufe) | Verkäufe |
| ----------------- | ---------------------------------------------------------------------- | -------- |
| Australien (ARIA) | Gold                                                                   | 35.000   |
| Insgesamt         | 1× Gold ·                                                              | 35.000   |

### I Want You
| Land/Region               | Auszeichnungen für Musikverkäufe (Land/Region, Auszeichnung, Verkäufe) | Verkäufe  |
| ------------------------- | ---------------------------------------------------------------------- | --------- |
| Vereinigte Staaten (RIAA) | Platin                                                                 | 1.000.000 |
| Insgesamt                 | 1× Platin ·                                                            | 1.000.000 |

### Call on Me
| Land/Region     | Auszeichnungen für Musikverkäufe (Land/Region, Auszeichnung, Verkäufe) | Verkäufe |
| --------------- | ---------------------------------------------------------------------- | -------- |
| Brasilien (PMB) | Gold                                                                   | 30.000   |
| Insgesamt       | 1× Gold ·                                                              | 30.000   |

### Feedback
| Land/Region               | Auszeichnungen für Musikverkäufe (Land/Region, Auszeichnung, Verkäufe) | Verkäufe  |
| ------------------------- | ---------------------------------------------------------------------- | --------- |
| Vereinigte Staaten (RIAA) | Platin                                                                 | 1.000.000 |
| Insgesamt                 | 1× Platin ·                                                            | 1.000.000 |

## Auszeichnungen nach Videoalben

### Control: The Videos
| Land/Region               | Auszeichnungen für Musikverkäufe (Land/Region, Auszeichnung, Verkäufe) | Verkäufe |
| ------------------------- | ---------------------------------------------------------------------- | -------- |
| Vereinigte Staaten (RIAA) | Platin                                                                 | 100.000  |
| Insgesamt                 | 1× Platin ·                                                            | 100.000  |

### Control: The Videos Part II
| Land/Region               | Auszeichnungen für Musikverkäufe (Land/Region, Auszeichnung, Verkäufe) | Verkäufe |
| ------------------------- | ---------------------------------------------------------------------- | -------- |
| Vereinigte Staaten (RIAA) | Gold                                                                   | 50.000   |
| Insgesamt                 | 1× Gold ·                                                              | 50.000   |

### Rhythm Nation 1814
| Land/Region               | Auszeichnungen für Musikverkäufe (Land/Region, Auszeichnung, Verkäufe) | Verkäufe |
| ------------------------- | ---------------------------------------------------------------------- | -------- |
| Vereinigte Staaten (RIAA) | 2× Platin                                                              | 200.000  |
| Insgesamt                 | 2× Platin ·                                                            | 200.000  |

### Rhythm Nation Compilation
| Land/Region               | Auszeichnungen für Musikverkäufe (Land/Region, Auszeichnung, Verkäufe) | Verkäufe |
| ------------------------- | ---------------------------------------------------------------------- | -------- |
| Vereinigte Staaten (RIAA) | Platin                                                                 | 100.000  |
| Insgesamt                 | 1× Platin ·                                                            | 100.000  |

### Janet
| Land/Region               | Auszeichnungen für Musikverkäufe (Land/Region, Auszeichnung, Verkäufe) | Verkäufe |
| ------------------------- | ---------------------------------------------------------------------- | -------- |
| Vereinigte Staaten (RIAA) | Gold                                                                   | 50.000   |
| Insgesamt                 | 1× Gold ·                                                              | 50.000   |

### Design of a Decade 1986/1996
| Land/Region               | Auszeichnungen für Musikverkäufe (Land/Region, Auszeichnung, Verkäufe) | Verkäufe |
| ------------------------- | ---------------------------------------------------------------------- | -------- |
| Vereinigte Staaten (RIAA) | Gold                                                                   | 50.000   |
| Insgesamt                 | 1× Gold ·                                                              | 50.000   |

### Live in Hawaii
| Land/Region               | Auszeichnungen für Musikverkäufe (Land/Region, Auszeichnung, Verkäufe) | Verkäufe |
| ------------------------- | ---------------------------------------------------------------------- | -------- |
| Australien (ARIA)         | Platin                                                                 | 15.000   |
| Kanada (MC)               | Platin                                                                 | 10.000   |
| Vereinigte Staaten (RIAA) | Platin                                                                 | 100.000  |
| Insgesamt                 | 3× Platin ·                                                            | 125.000  |

### The Velvet Rope Tour – Live in Concert
| Land/Region               | Auszeichnungen für Musikverkäufe (Land/Region, Auszeichnung, Verkäufe) | Verkäufe |
| ------------------------- | ---------------------------------------------------------------------- | -------- |
| Australien (ARIA)         | Platin                                                                 | 15.000   |
| Vereinigte Staaten (RIAA) | Platin                                                                 | 100.000  |
| Insgesamt                 | 2× Platin ·                                                            | 115.000  |

## Statistik und Quellen
| Land/RegionAuszeichnungen für Musikverkäufe (Land/Region, Auszeichnungen, Verkäufe, Quellen) | Silber       | Gold       | Platin         | Verkäufe    | Quellen                                                     |
| -------------------------------------------------------------------------------------------- | ------------ | ---------- | -------------- | ----------- | ----------------------------------------------------------- |
| Australien (ARIA)                                                                            | —            | 8× Gold8   | 16× Platin16   | 1.290.000   | aria.com.au AU2                                             |
| Belgien (BRMA)                                                                               | —            | 5× Gold5   | Platin1        | 175.000     | ultratop.be                                                 |
| Brasilien (PMB)                                                                              | —            | Gold1      | —              | 30.000      | pro-musicabr.org.br                                         |
| Dänemark (IFPI)                                                                              | —            | Gold1      | 2× Platin2     | 125.000     | Einzelnachweise                                             |
| Deutschland (BVMI)                                                                           | —            | 4× Gold4   | Platin1        | 1.400.000   | musikindustrie.de                                           |
| Europa (IFPI)                                                                                | —            | —          | 2× Platin2     | (2.000.000) | ifpi.org (Memento vom 15. Oktober 2013 im Internet Archive) |
| Frankreich (SNEP)                                                                            | 3× Silber3   | 3× Gold3   | 2× Platin2     | 1.475.000   | infodisc.fr snepmusique.com                                 |
| Hongkong (IFPI/HKRIA)                                                                        | —            | Gold1      | Platin1        | 30.000      | ifpihk.org                                                  |
| Indien (IMI)                                                                                 | —            | Gold1      | —              | 30.000      | Einzelnachweise                                             |
| Irland (IRMA)                                                                                | —            | —          | Platin1        | 15.000      | Einzelnachweise                                             |
| Italien (FIMI)                                                                               | —            | —          | Platin1        | 150.000     | Einzelnachweise                                             |
| Japan (RIAJ)                                                                                 | —            | 3× Gold3   | 6× Platin6     | 1.500.000   | riaj.or.jp                                                  |
| Kanada (MC)                                                                                  | —            | 3× Gold3   | 14× Platin14   | 1.460.000   | musiccanada.com                                             |
| Neuseeland (RMNZ)                                                                            | —            | 7× Gold7   | 6× Platin6     | 135.000     | aotearoamusiccharts.co.nz                                   |
| Niederlande (NVPI)                                                                           | —            | 4× Gold4   | 2× Platin2     | 400.000     | nvpi.nl                                                     |
| Norwegen (IFPI)                                                                              | —            | Gold1      | Platin1        | 75.000      | ifpi.no (Memento vom 5. November 2012 im Internet Archive)  |
| Philippinen (PARI)                                                                           | —            | —          | Platin1        | 40.000      | Einzelnachweise                                             |
| Schweden (IFPI)                                                                              | —            | 3× Gold3   | —              | 105.000     | sverigetopplistan.se                                        |
| Schweiz (IFPI)                                                                               | —            | 5× Gold5   | Platin1        | 170.000     | hitparade.ch                                                |
| Spanien (Promusicae)                                                                         | —            | Gold1      | Platin1        | 150.000     | elportaldemusica.es                                         |
| Südafrika (RISA)                                                                             | —            | 2× Gold2   | 5× Platin5     | 300.000     | mi2n.com                                                    |
| Südkorea (KMCA)                                                                              | —            | Gold1      | —              | 69.912      | Einzelnachweise                                             |
| Taiwan (RIT)                                                                                 | —            | Gold1      | Platin1        | 75.000      | Einzelnachweise                                             |
| Thailand (TECA)                                                                              | Silber1      | —          | —              | 10.000      | Einzelnachweise                                             |
| Vereinigte Staaten (RIAA)                                                                    | —            | 12× Gold12 | 48× Platin48   | 50.849.000  | riaa.com                                                    |
| Vereinigtes Königreich (BPI)                                                                 | 8× Silber8   | 4× Gold4   | 8× Platin8     | 5.351.000   | bpi.co.uk                                                   |
| Insgesamt                                                                                    | 12× Silber12 | 71× Gold71 | 121× Platin121 |             |                                                             |